# Parque Nacional Khao Yai

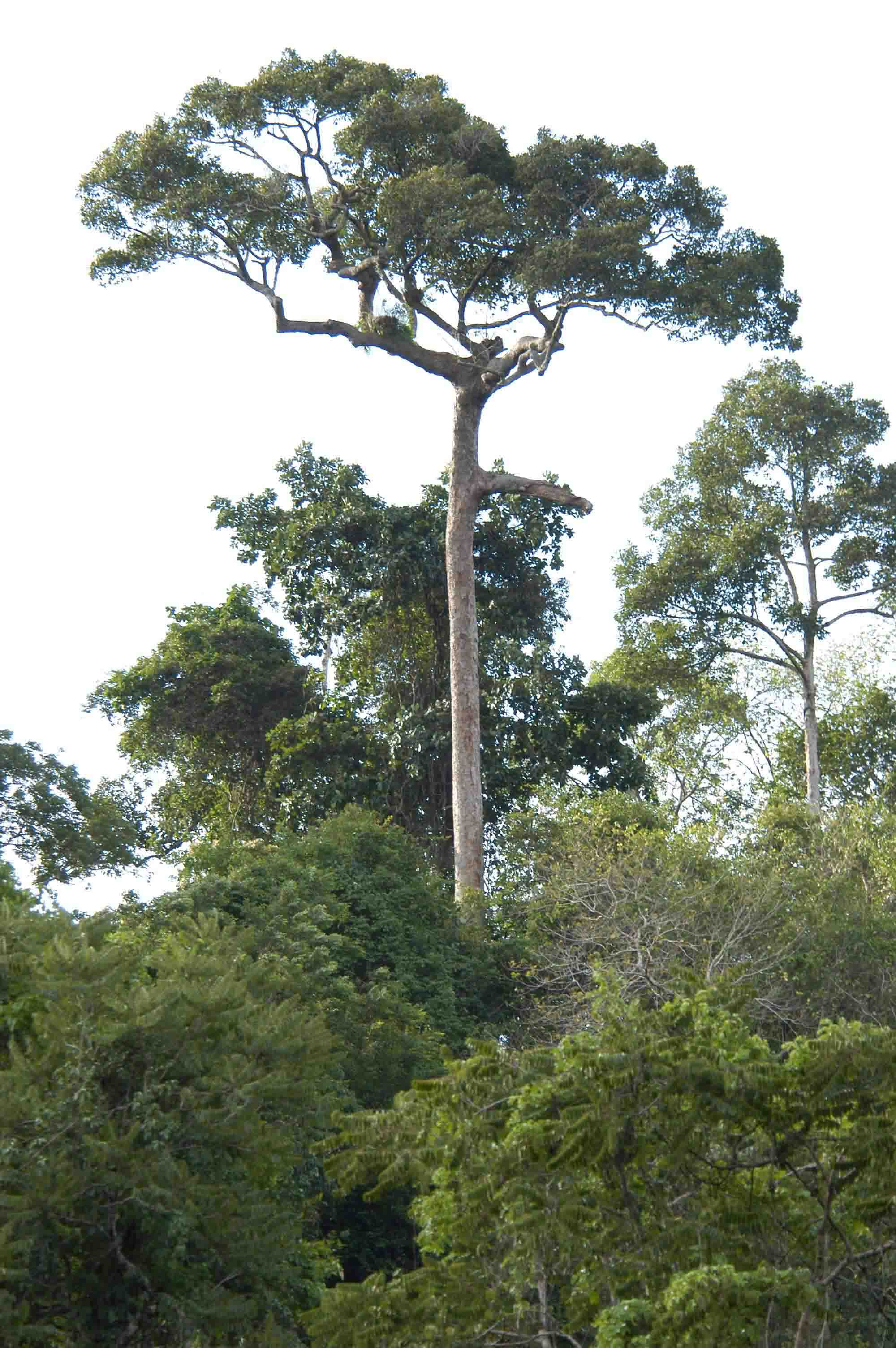
Árvore subindo acima do dossel da floresta no Parque Nacional Khao Yai

O Parque Nacional Khao Yai (em tailandês:  อุทยานแห่งชาติเขาใหญ่, RTGS: Utthayan Haeng Chat Khao Yai) é um parque nacional da Tailândia. Criado em 1962 como o primeiro parque nacional tailandês, é o terceiro maior do país.

## Descrição
O Parque Nacional Khao Yai fica na parte ocidental da cordilheira Sankamphaeng, no limite sudoeste do Planalto de Khorat. A montanha mais alta da área do parque é Khao Rom, que tem 1351 metros de altura. Este parque encontra-se principalmente na província de Nakhon Ratchasima (Khorat), mas também inclui partes das províncias de Saraburi, Prachin Buri e Nakhon Nayok.
O parque é o terceiro maior da Tailândia. Abrange uma área de 2166 quilômetros quadrados, incluindo florestas tropicais sazonais e pastagens. As elevações variam principalmente entre 400 e 1000 metros. Existem 3.000 espécies de plantas, 320 espécies de aves, como o galo-banquiva e o cuco-terrestre-de-bico-vermelho, e 66 espécies de mamíferos, incluindo urso-negro-asiático, elefante-indiano, gauro, gibão, sambar, macaco-de-cauda-de-porco-do-sul, muntíaco, cão-selvagem-asiático e porcos-selvagens. Não há tigres em Khao Yai há pelo menos 20 anos. Suas cachoeiras incluem a Heo Narok e a Heo Suwat, ambas de 80 metros de altura, que ficaram famosas pelo filme A Praia.